# Cour de justice des Communautés européennes
Cet article court présente un sujet plus développé dans : Cour de justice de l’Union européenne.
La Cour de justice des Communautés européennes, abrégé CJCE, est une ancienne institution des Communautés européennes, faisant partie des cinq que cette dernière connaît. Créée en 1958 à partir de la Cour de justice de la Communauté européenne du charbon et de l'acier, elle disparaît le 1er décembre 2009 au profit de la Cour de justice de l’Union européenne avec l'entrée en vigueur du traité de Lisbonne qui institutionnalise également la Banque centrale européenne et le Conseil européen.